# روي هارتل
روي هارتل (بالإنجليزية: Roy Hartle)‏ هو لاعب كرة قدم بريطاني في مركزي ظهير ‏ والدفاع، ولد في 4 أكتوبر 1931 في Catshill ‏ في المملكة المتحدة، وتوفي في 5 نوفمبر 2014 في بولتن في المملكة المتحدة. لعب مع بولتون واندررز.

## وصلات خارجية
- روي هارتل على موقع قاعدة بيانات كرة القدم.إي يو (الإنجليزية)
- روي هارتل على موقع Soccerbase.com (لاعب) (الإنجليزية)
- روي هارتل على موقع عالم كرة القدم.نت (الإنجليزية)